# Lipotriches minuta
Lipotriches minuta är en biart som först beskrevs av Raymond Benoist 1964.  Lipotriches minuta ingår i släktet Lipotriches och familjen vägbin. Inga underarter finns listade i Catalogue of Life.